# HAL 9000
HAL 9000 (укр. ЕАЛ 9000) — вигаданий комп'ютер з циклу творів «Космічна Одіссея» Артура Кларка, що мав здатність до самонавчання і є прикладом штучного інтелекту в науковій фантастиці.
HAL був створений 12 січня 1997 (у фільмі — 1992) в лабораторіях HAL в Урбані, штат Іллінойс зусиллями доктора Чандри. У фільмі HAL був здатний не тільки розпізнавати мову, зорові образи і спілкуватися на звичайній мові, але також читати по губах, створювати предмети мистецтва, проявляти емоції.
Існували версії, що HAL означає IBM зі зсувом значення кожного із символів на один, проте сам Кларк і його персонаж доктор Чандра, батько і вчитель комп'ютерів серії HAL, заперечують це, стверджуючи: «тепер будь-який дурень знає, що HAL означає Heuristic ALgorithmic»(Евристично запрограмований АЛгоритмічний комп'ютер).
Вважається, що на ідею HAL автора надихнув експеримент фізика Ларрі Джона Келлі-молодшого, який в 1961 році на машині IBM 7094 виконав комп'ютерний синтез мови, що стало одним з найвідоміших досягнень в історії Bell Labs.

## HAL 9000 в Одіссеї 2001
Під час експедиції «Діскавері Один» HAL 9000 отримав суперечливі інструкції по приховуванню справжньої місії експедиції від екіпажу. Будучи не в змозі виконати ці інструкції HAL навмисно помилився при діагностиці корабля (блок управління антеною АЕ-35). Два пілота, Девід Боумен і Френк Пул, не довіряючи комп'ютеру, вирішили від'єднати його від керування кораблем. HAL зміг прочитати по губах їх розмову. Побоюючись того, що його вимкнуть, HAL вбив Пула, що вийшов у відкритий космос і всіх членів експедиції, які перебувають в анабіозі.
Дивом виживши у відкритому космосі, Боумен проник в приміщення з модулями банків даних HAL і послідовно вимкнув їх усі один за одним. Під час цього процесу в голосі HAL можна розрізнити благання, відчай, страх смерті. У міру того, як Боумен від'єднував модулі, функціональність HAL деградувала; після вимкнення останнього модуля HAL почав наспівувати «Daisy Bell».
В 1961 році пісня «Daisy Bell» дійсно була виконана комп'ютером IBM 7094, коли вперше у світі комп'ютер синтезував людський голос. Артур Кларк був присутній на демонстрації синтезу.
Будучи остаточно відключеним, HAL 9000 більше не подавав ознак життєдіяльності.

## HAL 9000 в Одіссеї 2010
В другій експедиції творець HAL 9000 інженер Чандра відновлює HAL. Події складаються так, що корабель, на якому знаходиться HAL має загинути. Інженер Чандра в довгій розмові переконує HAL 9000 допомогти врятуватися людям.